# Jacques Bouchard (universitaire)
Pour les articles homonymes, voir Jacques Bouchard et Bouchard.
Jacques Bouchard est un néo-helléniste québécois, né à Trois-Rivières le 3 décembre 1940. Professeur titulaire de littérature grecque moderne et directeur des Études néo-helléniques à l’Université de Montréal. Traducteur littéraire du grec vers le français. Membre de la Société royale du Canada.

## Biographie

### Études
Études classiques au Séminaire Saint-Joseph de Trois-Rivières : baccalauréat ès arts de l’Université Laval de Québec (1962).
Licence ès lettres classiques (magna cum laude) à l’Université Laval (1965).
Doctorat ès lettres en grec moderne (mention άριστα) à l’université Aristote de Thessalonique (1970).  Sujet : Georgios Tertsétis (el). Études doctorales (Athènes et Thessalonique 1965-1970) sous la direction de Constantin Dimaras, Yorgos Savvidis (el) et Georgios Babiniotis (en).
Cours universitaires de grec moderne (Athènes 1965-1970), de roumain (Brasov 1975), de turc (McGill 1983-1984) et de sanscrit (McGill 1996-1998).

### Carrière
Professeur à l’Université Laval, où il enseigne le grec ancien et le grec moderne de 1970 à 1973.
Depuis 1973 il est professeur à l’Université de Montréal, où il enseigne la littérature néo-hellénique et la traduction littéraire;  il est directeur du programme d’Études néo-helléniques depuis 1973.
Il a été le premier titulaire de la Chaire Phrixos B. Papachristidis de grec moderne à l’Université McGill (2001-2007).
Il est directeur du Centre interuniversitaire d’études néo-helléniques de Montréal depuis 2001.
Il a été invité à donner des séminaires et des conférences à la Sorbonne, à l’université d’Athènes, à l’université de l’Égée, à l’université Panteion, à l’université de Patras, à l’université de Bucarest, à l’université de Iaşi, à l’université La Sapienza de Rome, à l'université Harvard, à l’Université McGill, au Musée d’art moderne d’Andros (en), à l’Institut Français d’Athènes, etc.
Il est l’auteur de volumes, de nombreux articles et communications scientifiques en particulier sur l’Aube des Lumières en Grèce et en Roumanie, sur le surréalisme en Grèce et sur la traduction littéraire.
Traducteur littéraire, il a publié chez Gallimard, Fata Morgana, Actes Sud, Seuil, Institut Français d’Athènes, Éditions du Centre Pompidou, Presses de l’Université de Montréal, etc.

### Honneurs
- Membre correspondant de la Société des écrivains de Grèce depuis 1987
- Membre de la Société royale du Canada depuis 1999
- Membre de l’Académie des lettres et des sciences humaines de la Société royale du Canada depuis 1999. Discours de réception à l’Académie, Montréal, le 22 mars 2000 : « Les Grecs et le Surréalisme »
- Honoré du titre de Philhellène par la Communauté hellénique de Montréal le 24 mai 2000
- Membre honoraire de la Communauté roumaine de Montréal depuis 2004
- Décoré de la Croix d’or de l'Ordre de l'Honneur de la République hellénique par le Président Konstantínos Stephanópoulos en 2005
- Membre honoraire de l'Académie américano-roumaine des arts et sciences depuis 2005
- Membre honoraire de la Société des écrivains roumains du Canada depuis 2007
- Membre honoraire de l’Institut d’études Sud-Est européennes de l’Académie roumaine depuis 2009